# Adriaen Coenen

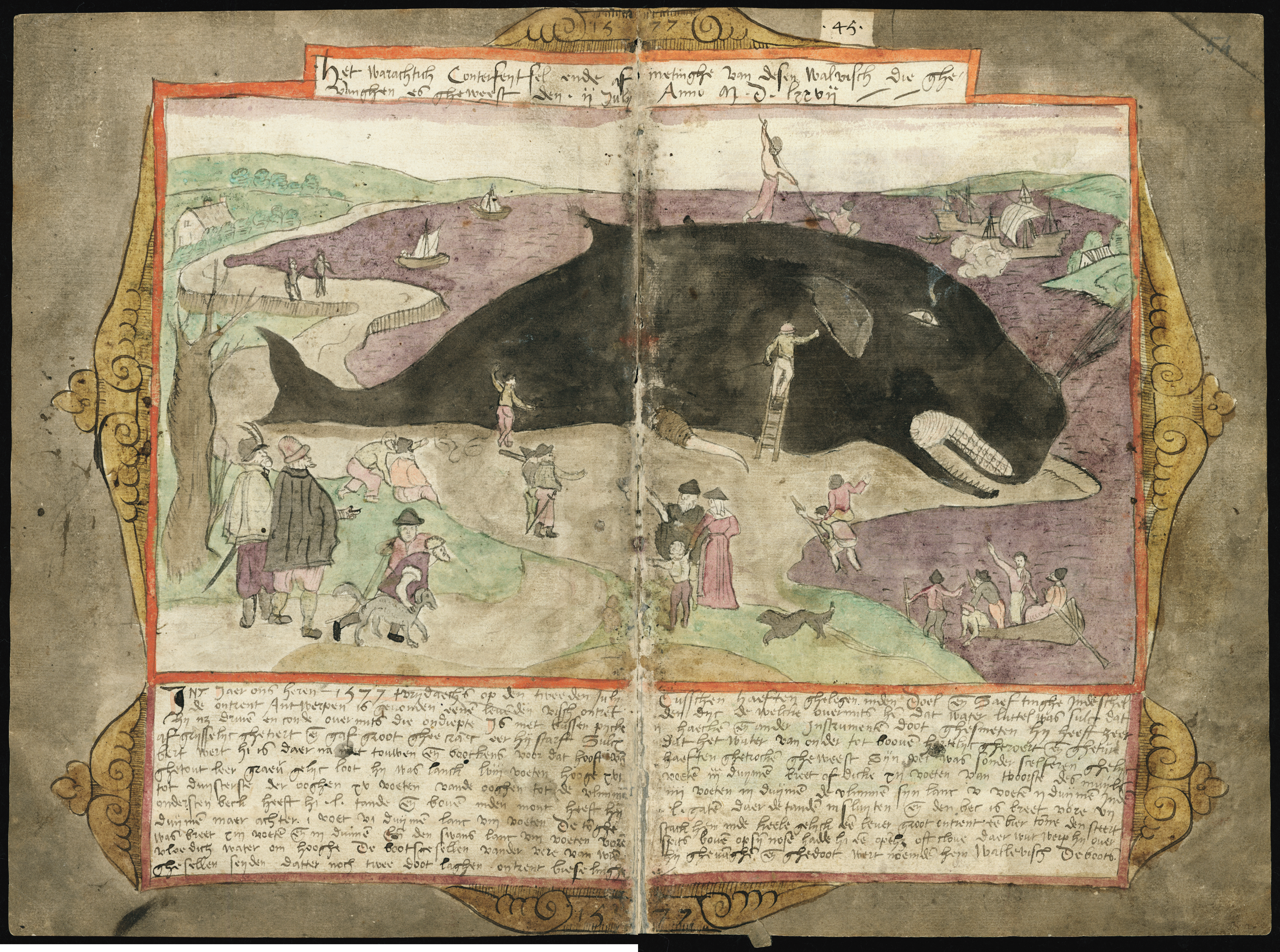
Walvis van Saaftinge aus Adriaen Coenens Visboeck.

Adriaen Coenen (* 1514 in Scheveningen; † 1587) war ein nordholländischer Fischhändler  mit Interesse an Biologie.
Adriaen Coenen wuchs in dem Fischerdorf Scheveningen in den Burgundischen Niederlanden auf. Er konnte nur die Dorfschule besuchen und bildete sich selbst zu einem Amateurbiologen aus, der auch im nahen, vornehmen Den Haag gern gesehen war. Sein Vater wird in Dokumenten  „Stierman“ genannt, also ein Fischer mit eigenem Fangboot, der auch mit Seefisch handelte. Der Sohn Adriaen war wohl kein Fischer mehr, er wird in Dokumenten Fisch-Auktionator genannt. Er handelte mit Meeresfisch, der an der Küste von Scheveningen gefangen wurde.
Coenens legte sein Wissen in von ihm selbst illustrierten gebundenen Manuskripten nieder, von denen drei erhalten sind, dem Visboock (Fischbuch) von 1577–1581 mit 125 folia, dem Walvisboock (Walbuch) von 1584–1586 mit 421 folia, das in der Kulturerbe-Bibliothek Hendrik Conscience in Antwerpen aufbewahrt wird. Ein kleines   Haringkoningboeck (Heringskönig oder Petersfisch-Buch) befindet sich im Stadtarchiv Köln.
Coenen war an allem „Biologischen“ interessiert, seiner Zeit entsprechend blieb er in seinen Büchern nicht beim Thema, sondern leistete sich Abschweifungen. Im Visboek werden Insekten, Meeresungeheuer und Drachen beschrieben, im Walvisboeck spricht er von kleineren Fischen, Seewölfen, Bibern und Ottern.